# Arthur Rühl

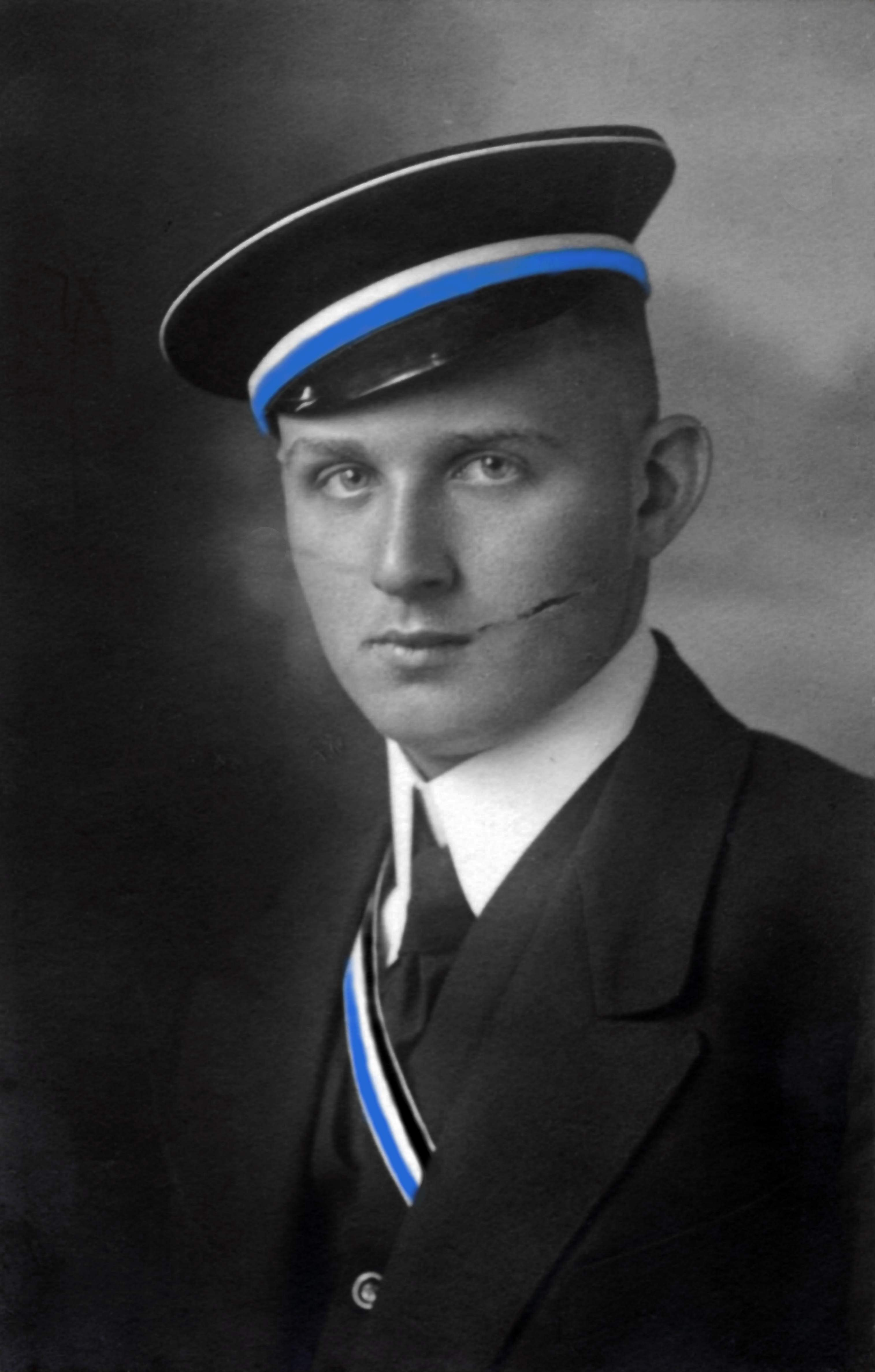
Arthur Rühl II

Arthur Rühl (* 7. Januar 1901 in Nürnberg; † 6. März 1955 in München) war ein deutscher Hochschullehrer für Innere Medizin.

## Leben
Rühl studierte an der Ludwig-Maximilians-Universität München Medizin und wurde 1920 Mitglied des Corps Suevia München. Als Inaktiver wechselte er an die Albert-Ludwigs-Universität Freiburg, die ihn 1925 zum Dr. med. promovierte. Bei Ludwig Aschoff entstanden einige Publikationen über Erkrankungen des  Gefäßsystems. Sie waren für sein weiteres wissenschaftliches Wirken von ausschlaggebender Bedeutung. 
Er wendete sich 1927/28 der  Inneren Medizin zu und arbeitete zunächst bei dem Berliner Pharmakologen Paul Trendelenburg. Er ging nach Freiburg zu Hans Eppinger junior, dem er nach Köln folgte. Bei ihm habilitierte er sich 1931. Als Eppinger von Köln nach Wien berufen worden war, ging Rühl – inzwischen Eppingers Schwiegersohn – an die Charité, um sich bei Gustav von Bergmann in der Inneren Medizin zu vervollkommnen. In jenen Jahren befasste Rühl sich vor allem mit der Wirkung des Sauerstoffmangels. So wurde er ein Pionier der Luftfahrtmedizin. Zugleich klärte er die Kreislaufwirkung der  CO2-Narkose, die damals zur breiteren klinischen Anwendung kam. Er wurde bald Oberarzt und  a.o. Professor (1937).
Dass er 1937 mit Bernhard und Heinrich Otto Kalk die Fachzeitschrift Therapie an den Berliner Universitätskliniken herausgab, machte seinen Namen weithin bekannt. Von 1938 bis 1945 war er Schriftleiter der  Deutschen Medizinischen Wochenschrift. 1940 wurde er als Nachfolger von Fritz Schellong auf den Lehrstuhl der Karl-Ferdinands-Universität berufen. Bis 1945 leitete es als Direktor die II. Medizinische Klinik in Prag. Nach glücklichen Jahren wurde der kleine Sohn Sepp durch eine Bombe getötet. Bruder und Vater seiner Frau fielen im Krieg. Als die Rote Armee in das Protektorat Böhmen und Mähren einmarschiert war, brachte Rühl seine Frau Maria und die drei Töchter im April 1945 nach Bayern. Er selbst kehrte aus Pflichtgefühl nach Prag zurück und geriet in sowjetische Kriegsgefangenschaft. Als viele seiner Kameraden Ende 1949 in die Heimat zurückkehren konnten, wurde er kurz vor der Entlassung zu 25 Jahren Zwangsarbeit verurteilt. Im Oktober 1953 konnte er heimkehren. Nachdem er sich in Kreuth erholt hatte, entschloss er sich, den  Ruf der  Westfälischen Wilhelms-Universität auf ihren Lehrstuhl für Innere Medizin anzunehmen. Nach weniger als einem (erfüllten) Jahr starb er mit 54 Jahren an einer Hirnblutung. Wenige Tage zuvor hatte er die Nachricht erhalten, dass man ihn auf den Münchner Lehrstuhl berufen wolle.